# 国際看護師協会
国際看護師協会（こくさいかんごしきょうかい、International Council of Nurses, ICN）は、世界各国の看護師協会から構成される、医療従事者のための国際組織。 世界の看護従事者の社会的経済的地位の向上、看護の発展、地球及び地域社会での健康医療政策への積極的参加を促す。
1899年、英国、アメリカ合衆国、ドイツにより創設

## 組織
- Council of National Representatives (CNR)
  - ICN の運営、政策決定、メンバーの受け入れ、役員選出などを行う。
  - CNRメンバー：各国の参加団体から1名。
  - 会期：隔年

- 役員会
  - 人数：15名（会長、世界各地域代表役員）
  - 会期：毎年
  - 会長
    - 任期：4年、上限2期

- 参加メンバー：
  - 各国の既参加団体が協力体制を持つ他の国内看護団体とともに参加[3]

## 活動
- 会議：
  - 会期：毎4年
  - 実施形式：実践ワークショップ、ポスターセッション、ランチョン、発表、分科会など。
  - 近年の議論：看護師の移住、海外実践。 地域看護。 職場での暴力など。

- 「国際看護師の日（International Nurses Day）（5月12日：フローレンス・ナイチンゲイルの誕生日）」の支援活動

## 参照
1. ↑  Ross-Kerr, J.C. & Wood, M.J. (2003.) Canadian Nursing: Issues and Perspectives. (4th ed.) Toronto: Mosby.
2. ↑  http://www.nurse.or.jp/nursing/international/icn/about/history.html
3. ↑  International Council of Nurses. From Vision to Action: ICN in the 21st Century. Geneva, Switzerland: ICN, 2003.